# Йосиф Каро
Йосиф бен Ефраим (Ефрем) Каро (на испански: Caro, José [Yosef] ben Efrén [Efraim]; 1488, Толедо или Самора, — 1575, Сафед) е най-известният равин и законоучител на юдаизма през XVI век.
Виден талмудист и кабалист, Каро е автор на основния труд на средновековното еврейско канонично право „Бет Йосеф“ и на извлечението „Шулхан арух“, което се основава на Халахата.

## Биография
Роден в семейството на равина Ефрем, Каро преживява едно от най-трагичните събития в историята на евреите и юдаизма - изгонването на евреите от Испания. След експулсиране на семейството на Каро от Испания през 1492 г., Каро заедно с роднините си се установява в Португалия, докато португалската инквизиция не ги прогонва и оттам през 1497 г. в Истанбул, Османската империя. Бащата на Каро не издържа експулсиранията умирайки млад, като образованието и възпитанието на малкия Йосиф е поето от дядо му - равина Ицхак Каро. След като се жени, Каро се заселва в Адрианопол (Одрин), градът основан от император Адриан, който потушава въстанието оглавено от Бар Кохба и вдъхновено от раби Акива. В Адрианопол, Каро започва да пише книгата си „Бет Йосеф“ - коментари за книгата на Яков бен Ашер - „Арба Турим“. След смъртта на първата му съпруга се жени отново, заселвайки се временно в българските земи. През 1536 г. се мести в Сефад, след което се установява в Египет. В Сефад Йозеф се сближава с Яков Бейра и става негов последовател и ученик. През 1538 г. е посветен от учителя си в първата смиха - възстановен сан в равината. Йосиф Каро е последван от Моше Дитрани в смихата. В този период между Йосиф Каро и Яков Дитрани започва дебат за евентуалното възобновяване на смиха, който приключва с консенсус, че нови мъдреци посветени в този сан и достойнство няма да има. Равин Йосиф Каро в качеството си на смиха пише „Шулхан арух“ (Венеция 1965 година) - кодекс задължаващ всички евреи, който обаче не е приет от ашкеназката общност в първоначалния му вид. В края на живота си равин Йосиф Каро прави коментари по писанията на Маймонид „Кесеф Мишне“.
Сред известните ученици на Йосиф Каро са равините Моше Кордоверо и равин Моше Алшех.
| Времеви показател на Йосеф Каро в историята на юдаизма |
| ------------------------------------------------------ |
| пари танаи амораи савораи гаони ришоним ахароним       |